# Jane (1915)
Jane is een Amerikaanse filmkomedie uit 1915 onder regie van Frank Lloyd.

## Verhaal
Om een hogere toelage van zijn rijke oom te krijgen moet Charles Shackleton zijn wilde vrijgezellenbestaan opgeven en een gezin stichten. Charles doet een huwelijksaanzoek aan Lucy Norton, maar haar vader weigert hun zijn toestemming te geven. Hij maakt zijn oom dan maar wijs dat hij getrouwd is, zodat hij zijn verhoogde toelage toch krijgt. Een jaar later kondigt zijn oom onverwachts aan dat hij op bezoek zal komen. Charles gaat ijlings op zoek naar een tijdelijke vrouw. Hij biedt zijn keukenmeid Jane 100 dollar aan om de rol van mevrouw Shackleton te spelen. Jane is stiekem getrouwd met de livreiknecht William Tipson, maar ze verzuimt haar echtgenoot op de hoogte te brengen van de bedriegerij. Wanneer de oom hun kroost wil leren kennen, steelt Jane bovendien een kind van een niets vermoedende wasvrouw.

## Rolverdeling
| Acteur              | Personage          |
| ------------------- | ------------------ |
| Charlotte Greenwood | Jane               |
| Sydney Grant        | William Tipson     |
| Myrtle Stedman      | Lucy Norton        |
| Forrest Stanley     | Charles Shackleton |
| Howard Davies       | Kolonel Norton     |
| Herbert Standing    | Andrew Kershaw     |
| Lydia Yeamans Titus | Mevrouw Chadwick   |
| Sidney De Gray      | Henry Jardine      |